# رام‌کنندگان زن
رام‌کنندگان زن (انگلیسی: Wife Tamers) یک فیلم کمدی صامت آمریکایی است که در سال ۱۹۲۶ منتشر شد.

## بازیگران
- استن لورل
- جیمز فینلیسون
- لیونل باریمور
- کلاید کوک
- گرترود آستور
- ویوین اوکلند
- جان تی. موری